# Джаюта Вайніколо
Джаюта Наколі Вайніколо (фідж. Jiuta Naqoli Wainiqolo, 10 березня 1999) — фіджійський регбіст, який є гравцем збірної Фіджі з регбі-7. У складі команди став чемпіоном Олімпійських ігор 2020 року в Токіо.

## Спортивна кар'єра
Джаюта Вайніколо з початку сезону 2021—2022 років грає за клуб «Тулон» у французькій регбійній лізі.
У 2021 році Джаюту Вайніколо включили до складу збірної Фіджі з регбі-7 для участі в Олімпійських іграх 2020 року, які відбулись у липні-серпні 2021 року. Він брав участь у фінальному матчі регбійного турніру, в якому фіджійська збірна перемогла збірну Нової Зеландії з рахунком 24-12, та став у складі збірної олімпійським чемпіоном 2020 року.

## Титули і досягнення
- Олімпійський чемпіон (1):

2020